# NGC 3885
NGC 3885 (również PGC 36737) – galaktyka spiralna z poprzeczką (SB0-a), znajdująca się w gwiazdozbiorze Hydry. Odkrył ją William Herschel 10 marca 1790 roku.